# Јотовање у новоштокавским дијалектима
Јотовање је спајање непалаталних сугласника (т, д, л, н, ц, з, с, к, г и х) са гласом ј при чему се у речима стварају палатални сугласници (ћ, ђ, љ, њ, ч, ж и ш). Догађа се у следећим случајевима:
- у компарацији придева: тврд > тврђи, брз > бржи;
- у инструменталу једнине именица женског рода на сугласник: со > сољу, глад > глађу;
- збирне именице: зеље, грање, пруће;
- прво лице једнине презента: стругати > стружем, писати > пишем;
- трпни глаголски придев: волети > вољен, пазити > пажен;
- имперфекат: волети > вољах, пазити > пажах.

## Примери
- т+ј = ћ (платити – плаћен)
- д+ј = ђ (млад – млађи)
- л+ј = љ (далек – даљи)
- н+ј = њ (танак – тањи)
- ц+ј = ч (клицати – кличем)
- з+ј = ж (брз – бржи)
- с+ј = ш (писати – пишем)
- к+ј = ч (јак – јачи)
- г+ј = ж (строг – строжи)

- х+ј = ш (тих - тиши)

Јотовањем се сматра и када се између двоуснених сугласника б, м, п и зубноусненог сугласника в и палатала ј уметне сугласник л, који с гласом ј даје љ (глуп – глупљи, гроб – гробље, здрав – здравље, храмати – храмљем, порубити – порубљен). Та се гласовна промена зове епентетско (уметнуто) л.